# Burgess HT-2 Speed Scout
Burgess HT-2 Speed Scout là một loại thủy phi cơ tiêm kích/thám sát của Hoa Kỳ.

## Tính năng kỹ chiến thuật
Dữ liệu lấy từ Angelucci, 1987. pp. 93-94.
Đặc điểm tổng quát
- Kíp lái: 1
- Chiều dài: 22 ft 3 in (6,78 m)
- Sải cánh: 34 ft 4 in (10,46 m)
- Chiều cao: 10 ft 0 in (3,05 m)
- Động cơ: 1 × Curtiss OXX-2, 100 hp ( kW)

Hiệu suất bay
- Vận tốc cực đại: 95 mph (153 km/h)
- Thời gian bay: 2 giờ  30 phút